# Wolisko (Nidzica)
Wolisko (deutsch 1938 bis 1945 Schnepfenberge) ist ein kleiner Ort in der polnischen Woiwodschaft Ermland-Masuren und gehört zur Stadt- und Landgemeinde Nidzica (deutsch Neidenburg) im Powiat Nidzicki (Kreis Neidenburg).

## Geographische Lage
Wolisko liegt in der südwestlichen Mitte der Woiwodschaft Ermland-Masuren, neun Kilometer nordöstlich der Kreisstadt Nidzica (Neidenburg).

## Geschichte
Vor 1945 war die zum Staatsforst Grünfließ gehörende Försterei Wolisko ein Wohnplatz innerhalb der Landgemeinde Wientzkowen (1938 bis 1945 Winsken, polnisch Więckowo) im Muschakener Amtsbezirk, der dem ostpreußischen Kreis Neidenburg zugeordnet war.
Im Jahre 1905 waren in Wolisko vier Einwohner registriert. Am 3. Juni – amtlich bestätigt am 16. Juli – 1938 wurde Wolisko aus politisch-ideologischen Gründen der Abwehr fremdländisch klingender Ortsnamen in „Schnepfenberge“ umbenannt.
1945 kam die Försterei Schnepfenberge in Kriegsfolge mit dem gesamten südlichen Ostpreußen zu Polen. Sie erhielt den Namen „Wolisko“ zurück und ist heute eine Osada leśna (= „Waldsiedlung“) innerhalb der Stadt- und Landgemeinde Nidzica (Neidenburg) im Powiat Nidzicki (Kreis Neidenburg), bis 1998 der Woiwodschaft Olsztyn, seither der Woiwodschaft Ermland-Masuren zugehörig.

## Kirche
Bis 1945 war Wolisko resp. Schnepfenberge in die evangelische Kirche Muschaken (polnisch Muszaki) in der Kirchenprovinz Ostpreußen der Kirche der Altpreußischen Union, außerdem in die römisch-katholische Kirche Neidenburg im Bistum Ermland eingepfarrt. Heute gehört Wolisko katholischerseits zur Pfarrei Muszaki im Erzbistum Ermland, evangelischerseits zur Pfarrkirche Nidzica in der Diözese Masuren der Evangelisch-Augsburgischen Kirche in Polen.

## Verkehr
Wolisko liegt verkehrstechnisch günstig und ist von Nidzica (Neidenburg) an der Landesstraße 7, von Więckowo (Wientzkowen, 1938 bis 1945 Winsken) an der Woiwodschaftsstraße 604 sowie Napiwoda (Grünfließ) an der Woiwodschaftsstraße 545 auf direktem Wege zu erreichen. Eine Anbindung an den Bahnverkehr besteht nicht.